# Skylar Spence
Skylar Spence, aussi connu sous le nom de Saint Pepsi est un projet  américain de musique électronique du chanteur Ryan DeRobertis.

## Discographie
En tant que  Skylar Spence
Albums
- Prom King

En tant que Saint Pepsi
- Albums
- Laser Tag Zero
- Triumph International
- New Generation
- World Tour
- Empire Building
- Late Night Delight (split with Luxury Elite)
- Studio 54
- Winner's Circle (split with ショッピングワールドjp)
- Hit Vibes